# 館前路 (台北市)

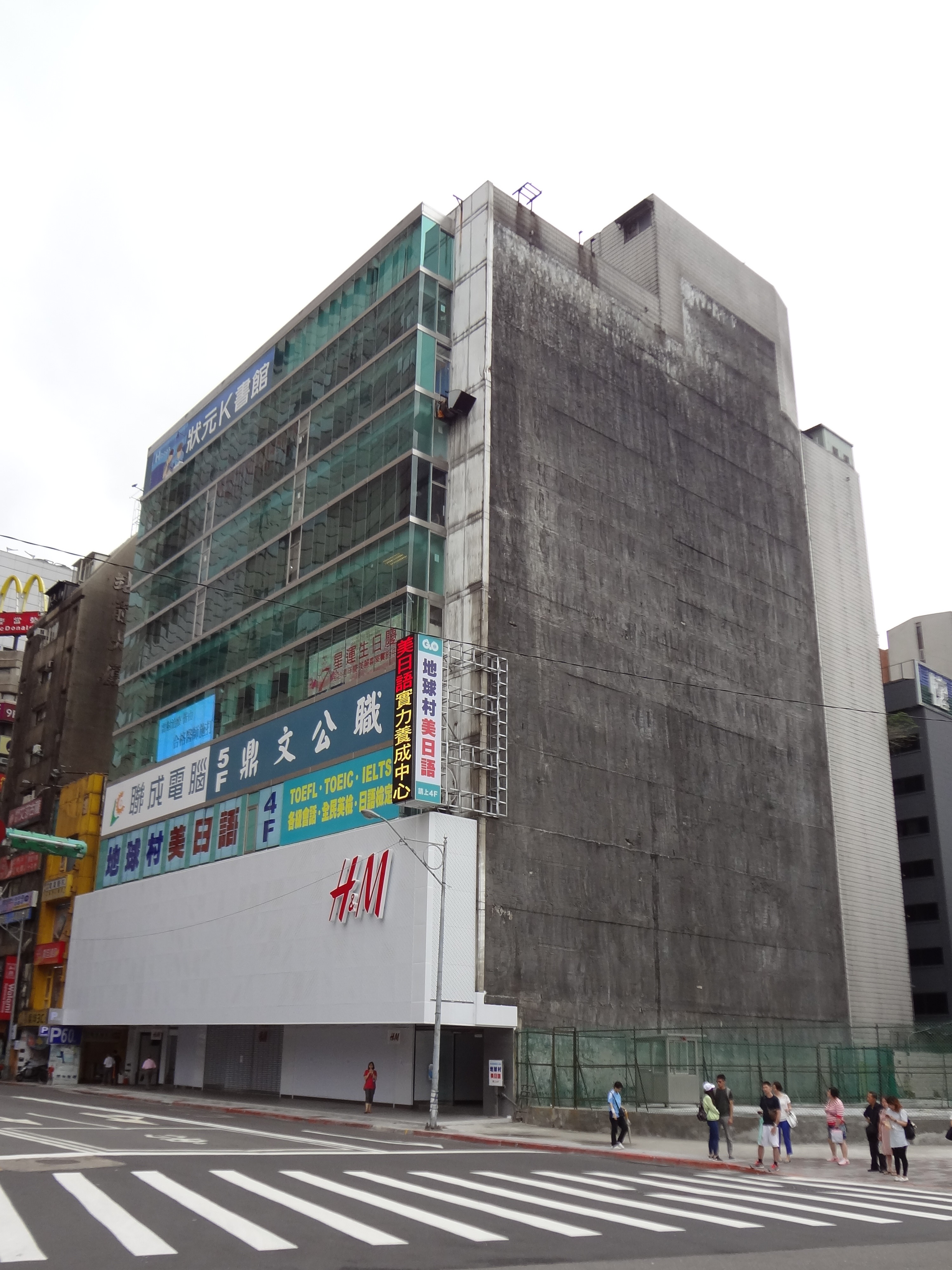
館前路「館前商業大樓」

館前路（かんぜんろ、繁体字中国語: 館前路）は、台湾台北市の台北駅付近にある一條大路。南から北へ向かう一方通行の道路であり、この通りの門牌号碼（住居番号）は77号まである。商業店舗が立ち並んでおり、レストランやオフィスビルなどの施設が多くある、有名なショッピング街である。館前路の南端は二二八和平公園内にある国立台湾博物館である。

## 歴史
館前路の一帯は日本統治時代の台湾の早期まで府後街と呼ばれていた。1922年、台北市の町名改正において館前路の一帯は表町と命名され、館前路は「表町通」と呼ばれた。

## 沿線施設
（北から順に記載）
- 新光三越台北站前店（正門位於忠孝西路一段）
- 燦坤3C站前店（4-6号）
- 麥當勞台北館前店（8号）
- 凱基人寿保険館前大樓（43号、原和信電訊總公司)
- 中國青年服務社館前中心（45号）
- 台灣土地銀行總行（46号）
- 台灣銀行館前分行（49号）
- 三井物產株式會社舊廈（54号、市定古蹟）
- 館前聯合大樓
  - 國泰世華銀行館前分行（65号）
  - 唐榮鐵工廠台北辦事處（65号7樓）
  - 全國農業金庫總公司與営業部（71号）
- 合作金庫銀行館前分行（77号）
- 襄陽路口
  - 中國化學製藥總公司（襄陽路23号）

## ギャラリー

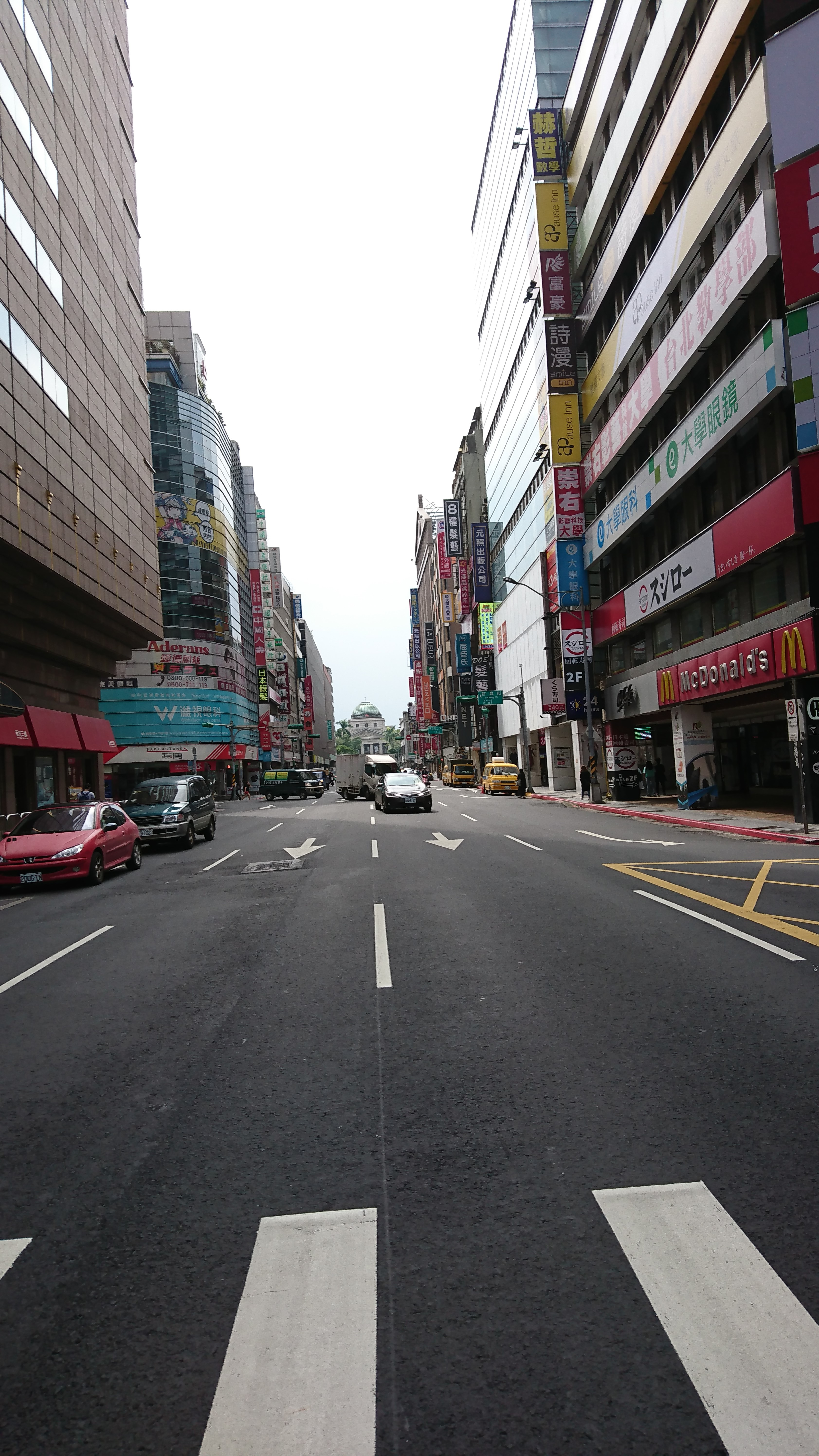
新光三越（写真左）のそばから南方向に撮影した館前路。奥に見えるのが国立台湾博物館（2018年10月18日撮影）
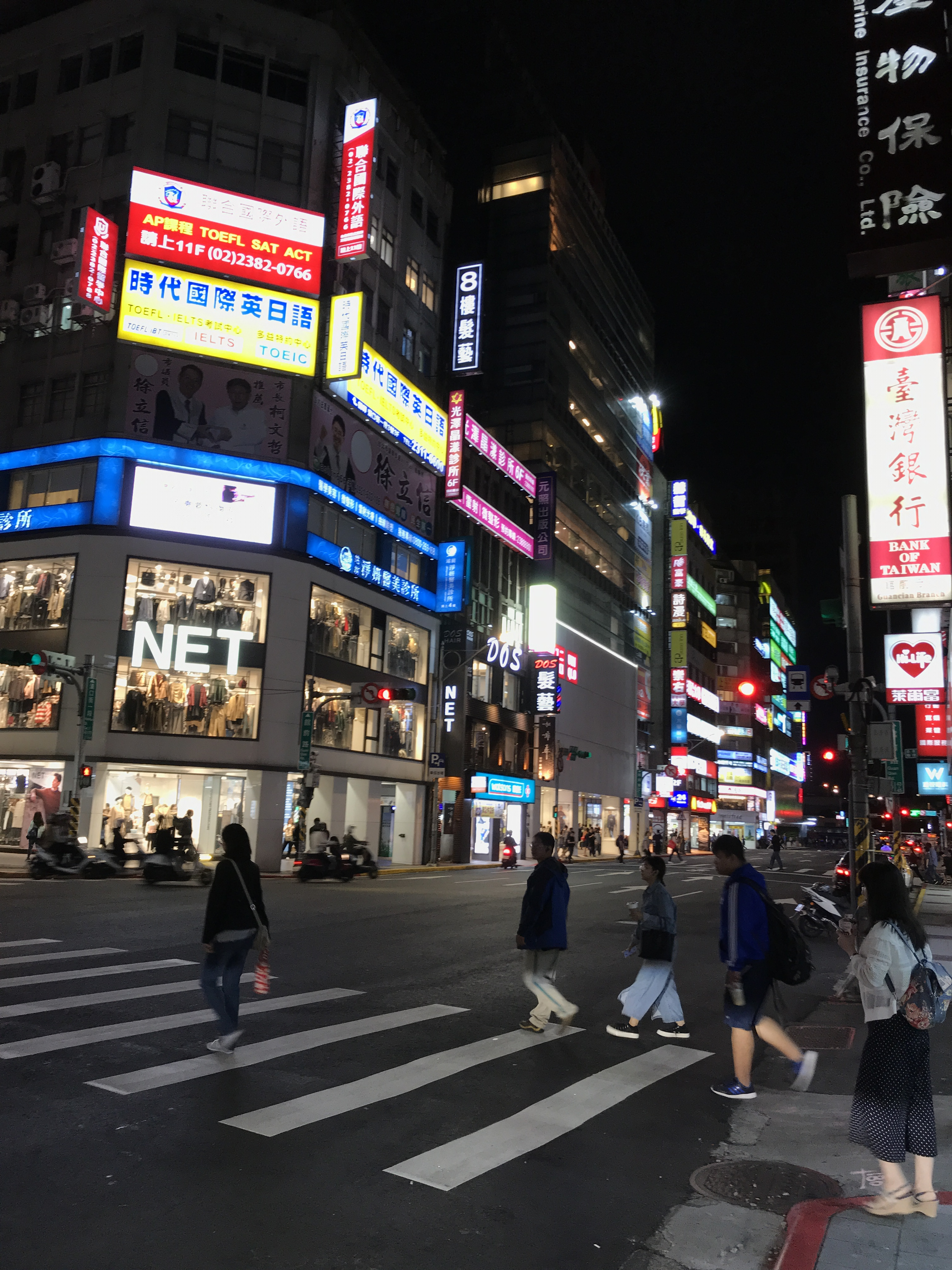
館前路における夜の街並み（2018年10月15日撮影）
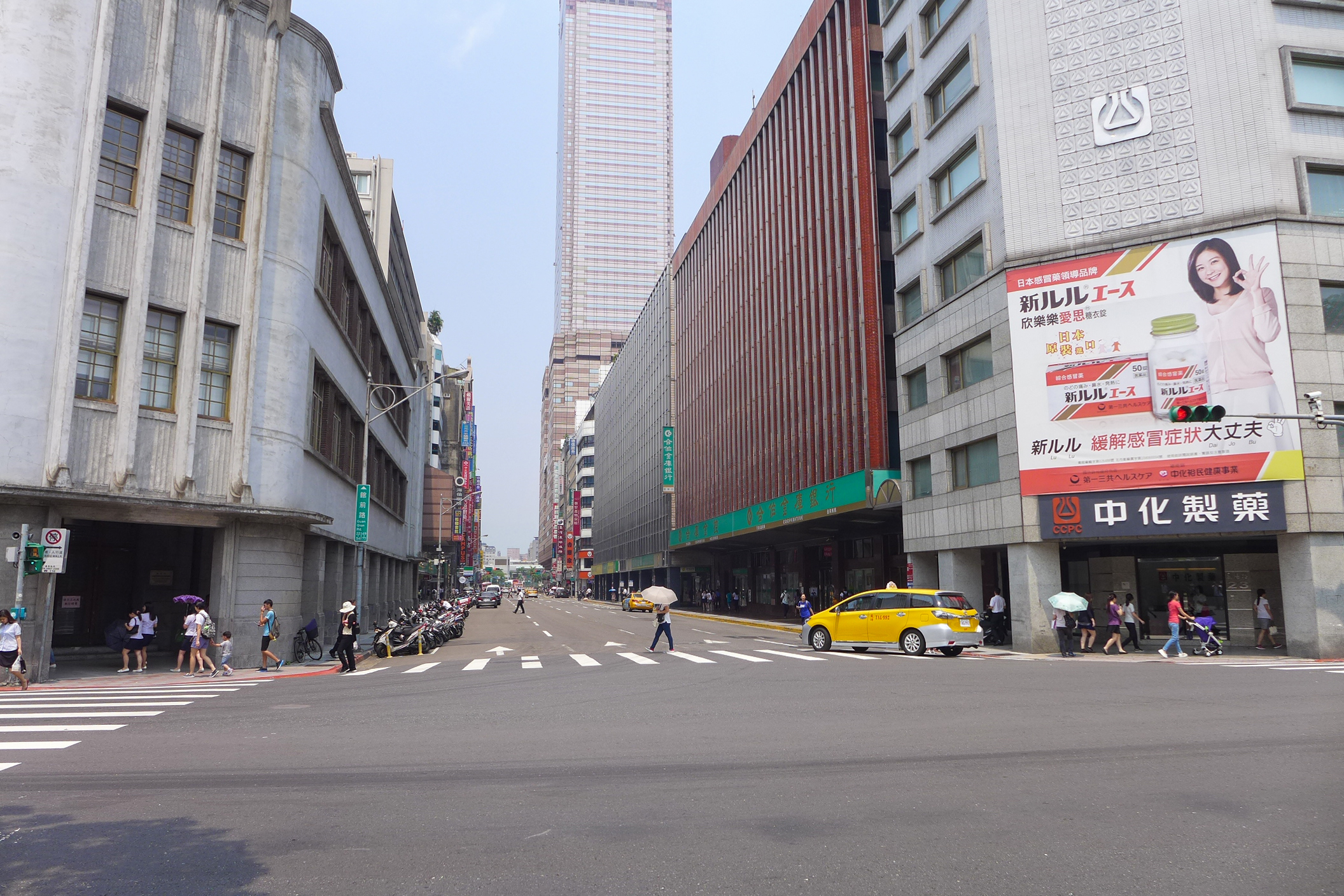
国立台湾博物館から北方向に撮影した館前路（2016年8月31日撮影）